# Ranh giới chuyển dạng

Dứt gãy chuyển dạng (đỏ)

Đứt gãy chuyển dạng hay ranh giới chuyển dạng là đứt gãy chạy dọc theo ranh giới của mảng kiến tạo. Chuyển động tương đối của các mảng này là chuyển động trong mặt phẳng ngang theo hướng hoặc trượt bằng phải hoặc trượt bằng trái. Đôi khi cũng gặp các chuyển động thẳng đứng, như các vectơ principal trong đứt gãy chuyển dạng đều có phương nằm ngang. Không phải tất cả đứt gãy đều là đứt gãy chuyển dạng, cũng như không phải tất cả các ranh giới mảng đều là đứt gãy chuyển dạng.
Hầu hết các đứt gãy chuyển dạng được tìm thấy trên đáy đại dương, thường là sống núi tách giãn hình thành các ranh giới mảng dạng zigzag. Tuy vậy, các đứt gãy chuyển dạng được biết đến nhiều nhất thì được tìm thấy trên đất liền, kiểu đứt gãy trượt bằng.
Đứt gãy chuyển dạng là một trong ba loại đứt gãy trong kiến tạo mảng. Thuật ngữ này được đề xuất bởi J. Tuzo Wilson vào năm 1965, do ông phát hiện được trường hợp các đứt gãy trượt bằng nghịch dọc theo sống núi đại dương.

## Cơ chế
Sự chuyển động về bên phải hay trái của một mảng này so với mảng khác dọc theo đứt gãy chuyển dạng có thể gây ra các ảnh hưởng của hiện tượng địa chấn đến của vỏ thạch quyển rõ ràng. Do ma sát, các mảng không thể đơn thuần trượt thụt lùi so với mảng khác. Ứng suất tạo ra trong cả hai mảng và khi nó vượt quá ứng suất tới hạn của đá trên các mặt của đứt gãy thì nội năng tích tụ bị giải phóng ở dạng ứng suất kéo. Ứng suất này mang tính tích lũy và tức thời phụ thuộc vào biến dạng chảy của đá; vỏ dưới và manti dẻo và mềm chịu sự biến dạng từ từ thông qua ứng suất cắt trong khi đó phần vỏ trên cứng và giòn thì tạo ra đứt gãy, hoặc giải phóng ứng suất tức thời gây ra chuyển động dọc theo đứt gãy. Bề mặt dẻo của đứt gãy cũng có thể giải phóng một cách nhanh chóng khi mức độ ứng suất quá lớn. Năng lượng giải phóng bởi ứng suất tức thời là nguyên nhân của động đất cũng là một dạng thường xảy ra dọc theo ranh giới chuyển dạng.

## Các ví dụ
Đứt gãy San Andreas ở California là một đứt gãy chuyển dạng điển hình chạy dài từ giữa nối ba Mendocino ở phía bắc và kết thúc ở phía nam đới nâng đông Thái Bình Dương và bên dưới thung lũng Imperial ở phía nam.
Các đứt gãy khác:
- Đứt gãy Liquiñe-Ofqui, Chile
- Đứt gãy Great Sumatra, Indonesia

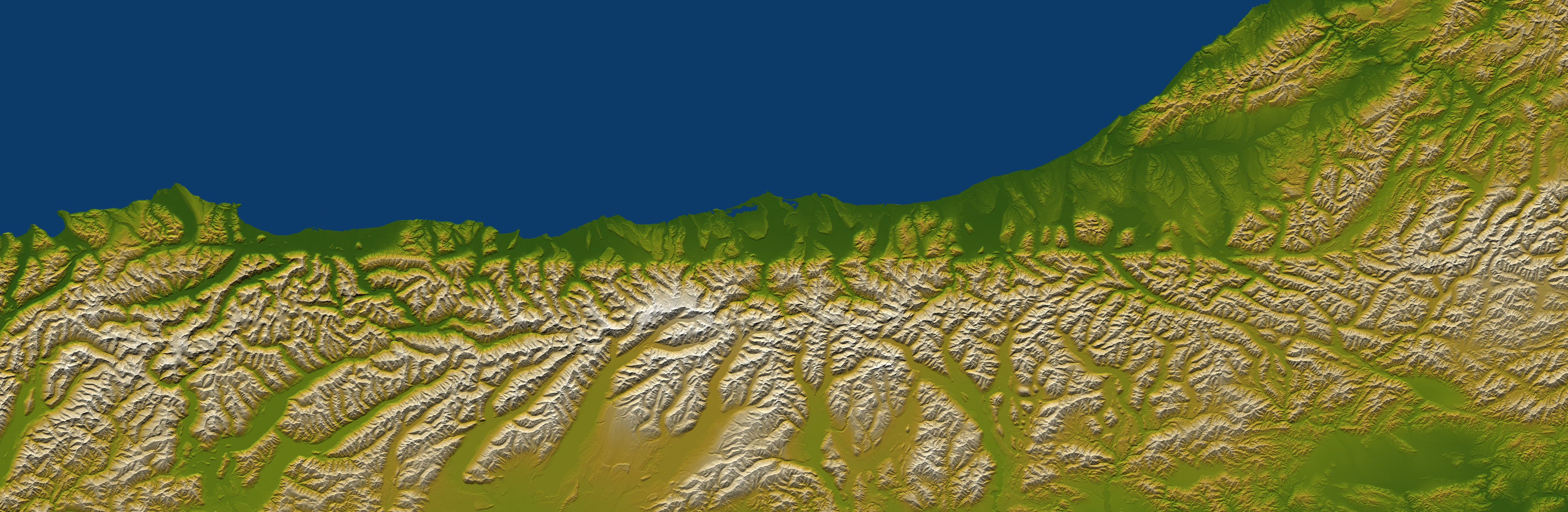
Khối nâng Nam Alps bên cạch đứt gãy Alpine trên bờ biển tây New Zealand, dài khoảng 500 km (300 mi); về phí tây bắc.

- Đứt gãy chuyển dạng Biển Chết, Trung Đông
- Đứt gãy Alpine, New Zealand
- Đứt gãy Chaman, Pakistan
- Đứt gãy Bắc Anatolia, Thổ Nhĩ Kỳ
- Đứt gãy Queen Charlotte, Bắc Mỹ